# 2014年环西自行车赛
2014年环西自行车赛是第69届环西自行车赛，于2014年8月23日至9月14日进行，此次比赛是2014年UCI世界巡回赛的其中一站比赛。比赛共分为21个赛段，起点位于赫雷斯-德拉弗龙特拉，终点位于圣地亚哥-德孔波斯特拉。
共有22支车队参加此次比赛，其中18支车队为世界职业车队，另外4支车队则为洲际职业车队。最终来自京科夫-盛宝车队的阿尔伯托·康塔多获得该届比赛的总冠军，这是他个人第三次获得环西自行车赛总冠军。天空车队车手克里斯·弗鲁姆以1分10秒之差排名总排行榜第二。康塔多的同胞，来自移动之星车队的亚历杭德罗·巴尔韦德获得第三名。